# Tour carrée de Fa
La tour carrée de Fa est une tour située à Fa, en France.

## Localisation
La tour est située sur la commune de Val-du-Faby, dans le département français de l'Aude.

## Historique
L'édifice est inscrit au titre des monuments historiques en 1948.
La tour de Fa et la colline sur laquelle elle se dresse sont inscrits au titre des sites naturels depuis 1945.
Cette tour dite "Tour wisigoth de Fa" serait en fait de l'époque médiévale.

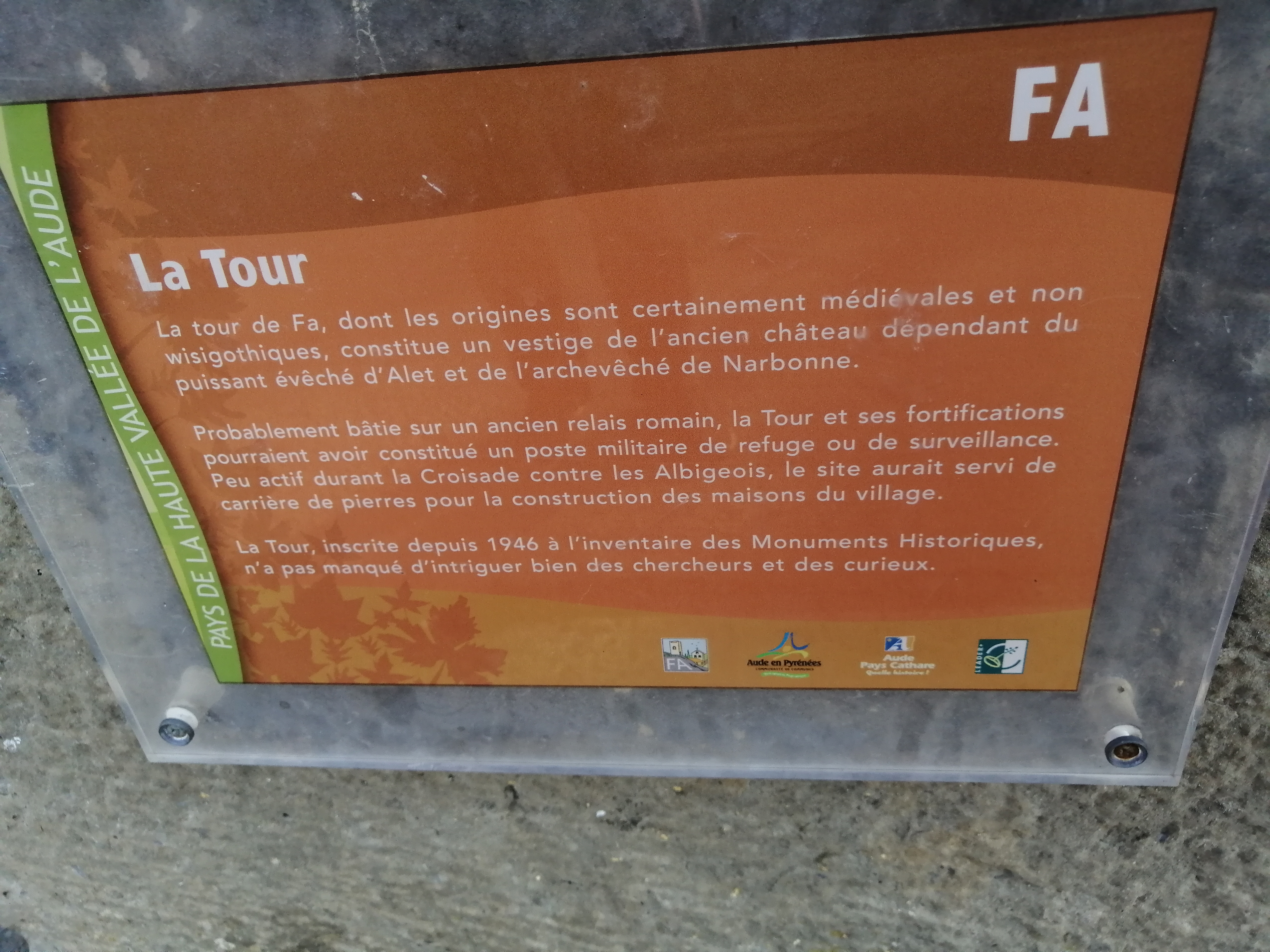
Plaque descriptive de la tour wisigoth de Fa